# 池田頼教
池田 頼教（いけだ よりたか）は、江戸時代中期の旗本。

## 略歴
宝永3年（1706年）、池田由道の長男として誕生。享保7年（1722年）6月11日、初めて8代将軍・徳川吉宗に拝謁し、享保19年（1734年）12月22日、父の致仕により家督を継ぐ。
寛保2年（1742年）4月18日、37歳で死去。跡を養子・頼致が継いだ。

## 系譜
- 父：池田由道（1681-1743）
- 母：不詳
- 室：池田政森の娘
- 生母不明の子女
  - 女子：戸田氏香室
  - 女子：松平乗純室
  - 女子：池田長置室
  - 女子：井戸弘凌室
- 養子
  - 男子：池田頼致（1718-1789）- 池田政森の子